# Czarna Przełęcz (Karkonosze)

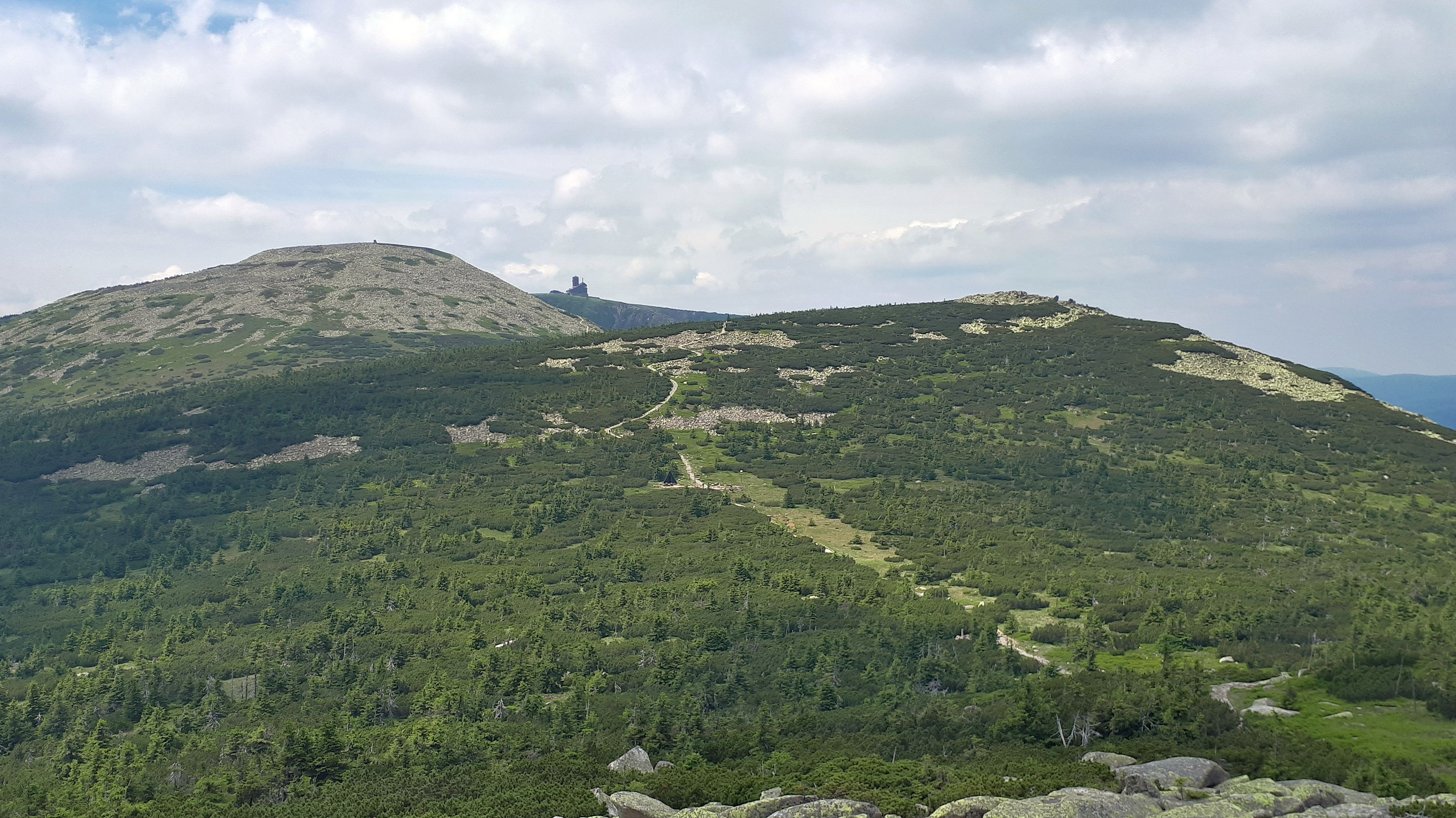
Czarna przełęcz. W tle Wielki Szyszak, RTON Śnieżne Kotły i Śmielec.

Czarna Przełęcz – przełęcz na wysokości 1348 m n.p.m., w Sudetach Zachodnich, w Karkonoszach.

## Położenie i opis
Przełęcz położona jest w Głównym Grzbiecie Karkonoszy (Śląski Grzbiet), na południe od Czarnego Kotła Jagniątkowskiego, na południowej granicy Polski z Czechami, na terenie Karkonoskiego Parku Narodowego.
Przełęcz jest widoczna w terenie, kształtem przypomina rozległe wgłębienie w Głównym Grzbiecie Karkonoszy o łagodnych zboczach, oddzielające masyw Śmielca od Czeskich Kamieni. Otoczenie przełęczy stanowi obszerna górska polana porośnięta kosodrzewiną.
Na przełęczy stoi pomnik czeskiego dziennikarza Rudolfa Kalmana, który zginął tragicznie w tym miejscu, w zimie 1929 roku.

## Turystyka
Przez przełęcz przechodzą szlaki turystyczne:
- – czerwony fragment Głównego Szlaku Sudeckiego ze Szklarskiej Poręby do Karpacza i dalej[1].
- - niebieski z Jagniątkowa do schroniska Martinova bouda.